# Rychlostní silnice S51 (Polsko)
Rychlostní silnice S51 je polská rychlostní silnice, která zajišťuje spojení města Olsztyn s rychlostní silnicí S7 v křižovatce Olsztynek-západ. Celá vede přes Varmijsko-mazurské vojvodství. Celková délka rychlostní silnice je 34 km. V roce 2008 byl zveřejněn projekt výstavby rychlostní silnice S51. Podle plánů měla být postavená po roce 2013. Byla dokončena zprovozněním posledního úseku obchvatu města Olsztyn dne 1. července 2019.

## Přehled úseků

### Olsztynek – obchvat
Úsek má délku 6 km. Byl uveden do provozu 29. září 2012 jako součást stavby rychlostní silnice S7 v úseku Olsztynek–Nidzica.

### Olsztyn – Olsztynek
Úsek má délku 13,3 km. Byl uveden do provozu 22. prosince 2017. Stavba tohoto úseku stála 394,8 milionů PLN.

### Olsztyn – obchvat
Úsek má délku 14,7 km. Rychlostní silnice zde vede v peáži s rychlostní silnicí S16. Práce na výstavbě tohoto úseku byly zahájeny v červenci 2016. Uvedení do provozu proběhlo 1. července 2019.